# Estação dos Peares
A estação dos Peares (em galego: Os Peares) é uma estação ferroviária situada no município espanhol da Peroxa na província de Ourense, comunidade autónoma de Galiza. Conta com serviços em "Media Distancia".

## Situação ferroviária
A estação encontra-se no ponto quilométrico 28,2 da linha férrea de bítola ibérica que une  a 137 metros de altitude, entre as estações de San Pedro do Sil e Barra de Miño.
A estação está localizada no quilômetro 28,2 da linha férrea de bitola ibérica que une a linha Monforte de Lemos com Redondela a 137 metros de altitude, entre as estações de San Pedro do Sil e  Barra de Miño. O trecho é de via única e está electrificado. Para aceder à estação, e em direcção a Ourense é necessário superar o viaducto dos Peares, uma ponte de ferro que permite superar o rio Sil no ponto no que se une com o rio Minho.

## História
A estação foi inaugurada o 1 de dezembro de 1884 com a aperta do trecho Monforte de Lemos-Ourense da linha que unia Vigo com Monforte de Lemos. Sua exploração inicial ficou a cargo da Companhia do Caminho-de-ferro de Medina a Samora e de Ourense a Vigo. Dita gestão manteve-se até 1928 quando foi absorvida pela Companhia Nacional dos Caminhos-de-ferro do Oeste da Espanha, companhia pública criada para gerir vários traçados, em general deficitarios, do oeste do país. Em 1941, a do Oeste foi uma das empresas que se integrou na recém criada RENFE.
Desde o 31 de dezembro de 2004 Renfe Operadora explode a linha enquanto ADIF é a titular das instalações ferroviárias.

## A estação
O edifício para viajantes, de duas plantas e base retangular, foi restaurado pelo Inorde e a Deputação de Ourense em 2010 para reconvertê-la em sala do caminho-de-ferro que inclui uma exposição permantente sobre a historía dos comboios na província de Ourense e uma biblioteca relacionada com a mesma temática. Por sua vez os comboios que seguem parando na estação o fazem principalmente na via que dá acesso à plataforma lateral e central. Outra via mais cumpre funções de apartado e facilita o cruze de comboios neste traçado de via única.

## Serviços ferroviários

### Média Distância
Os comboios em Media Distancia de Renfe cobrem o trajecto Leão / Ponferrada - Vigo e têm uma frequência mínima de dois comboios diários.
| Linha MD | Comboios        | Origem/Destino  | Destino/Origem |
| -------- | --------------- | --------------- | -------------- |
| 6        | Regional Exprés | Leão Ponferrada | Vigo           |

## Fotografias

Fotografías dos Peares
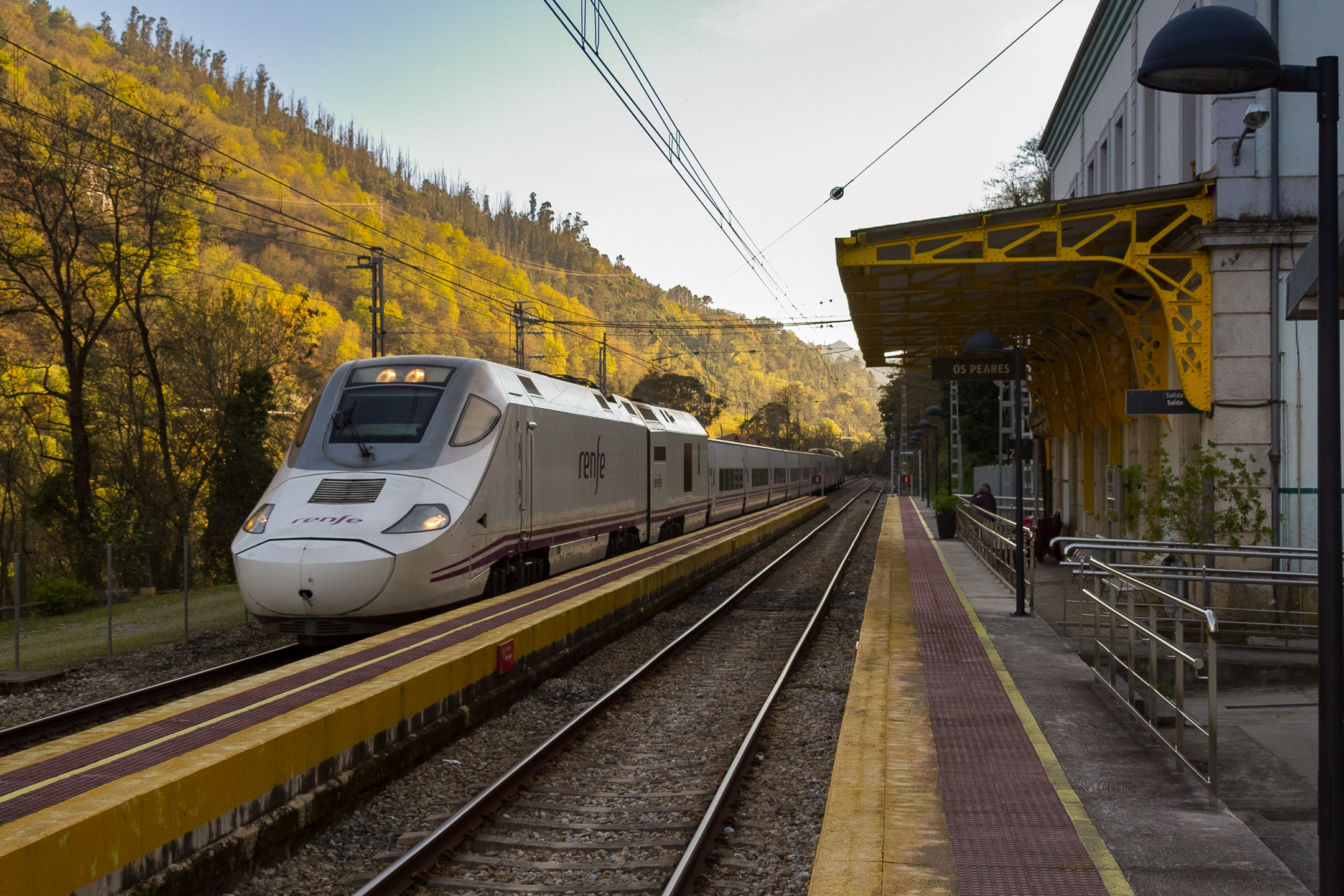
S730 passando pelos Peares
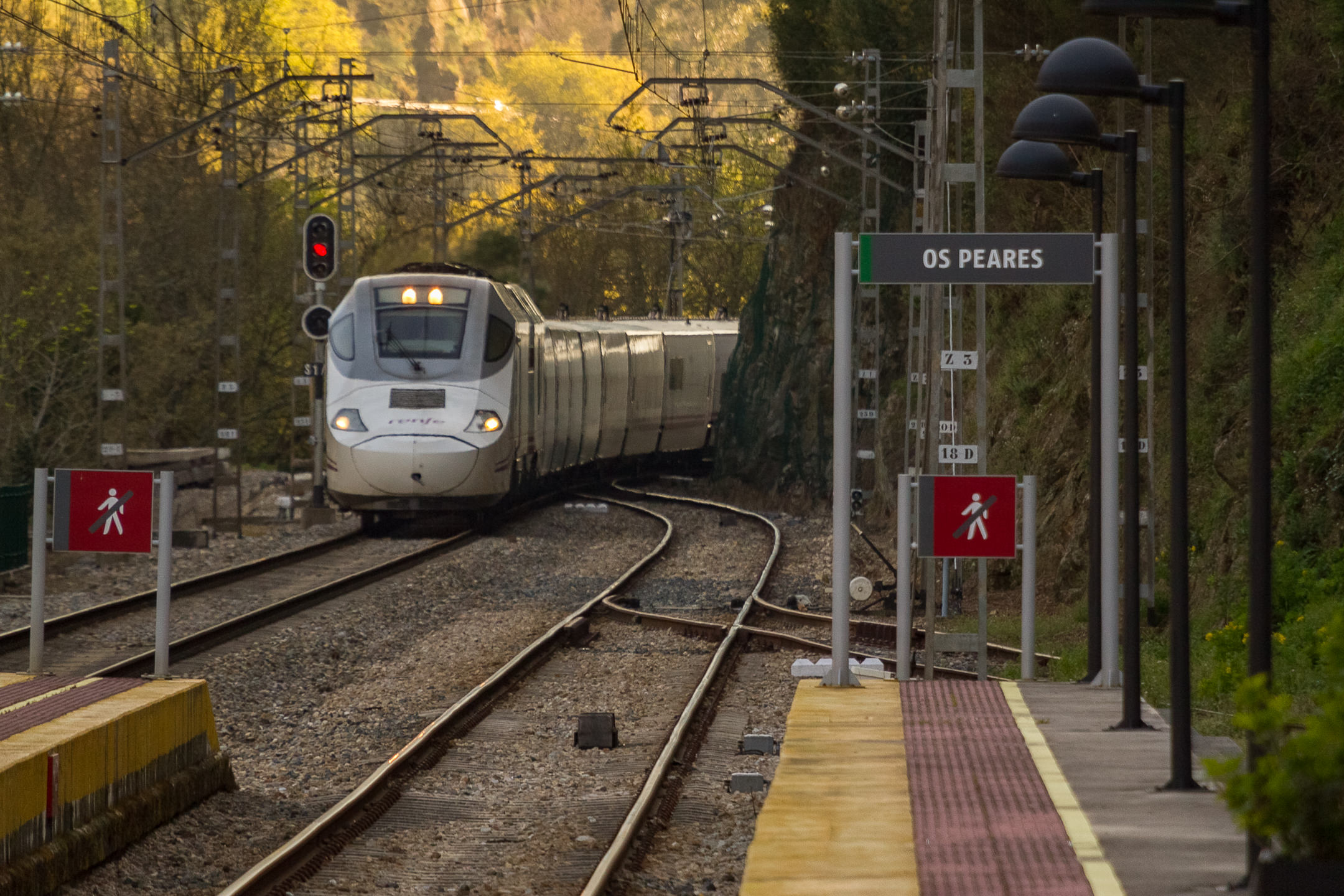
Alvia 730 passando pelos Peares
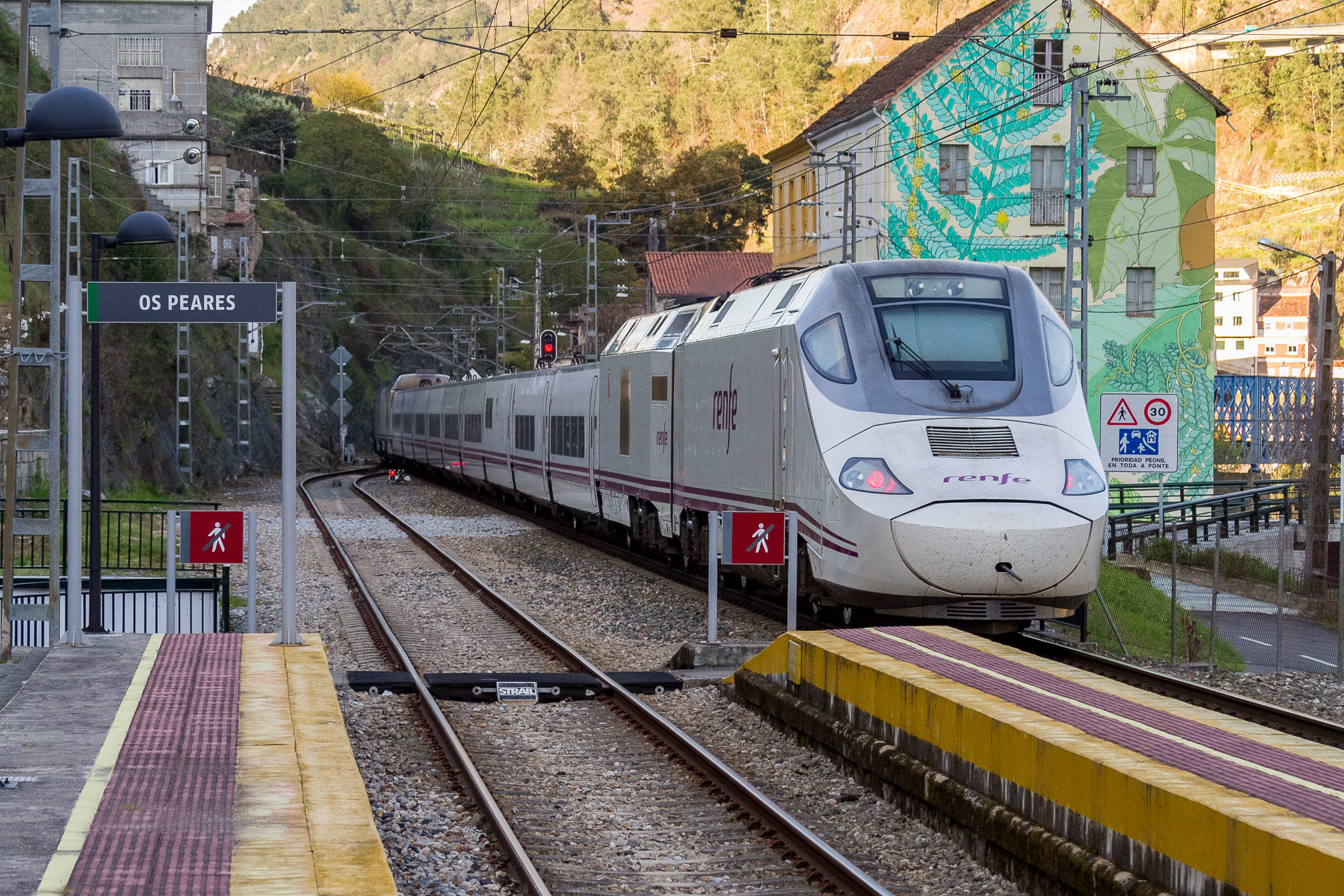
Alvia 730 passando pelos Peares
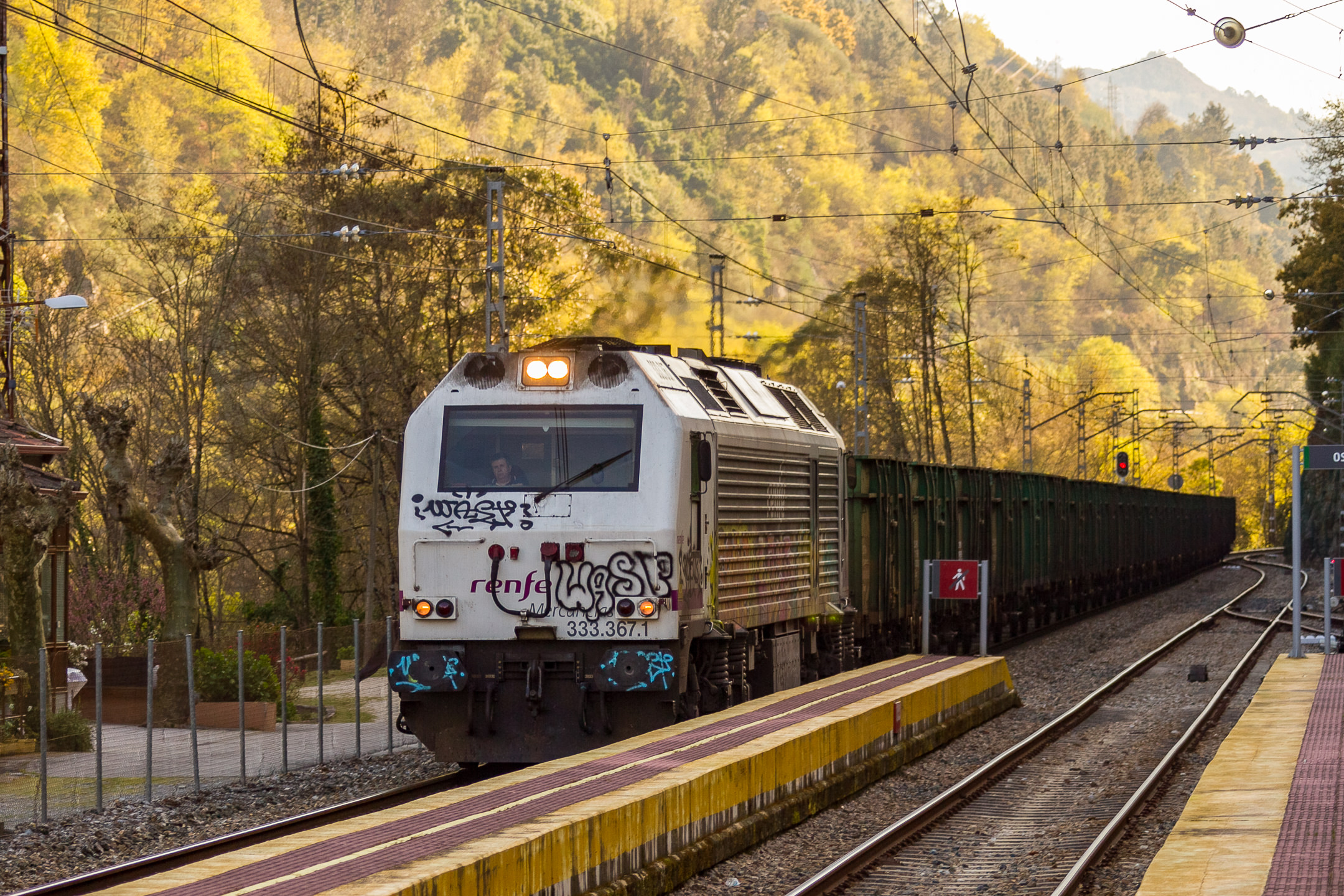
Renfe 333 de Mercadorias passando Os Peares
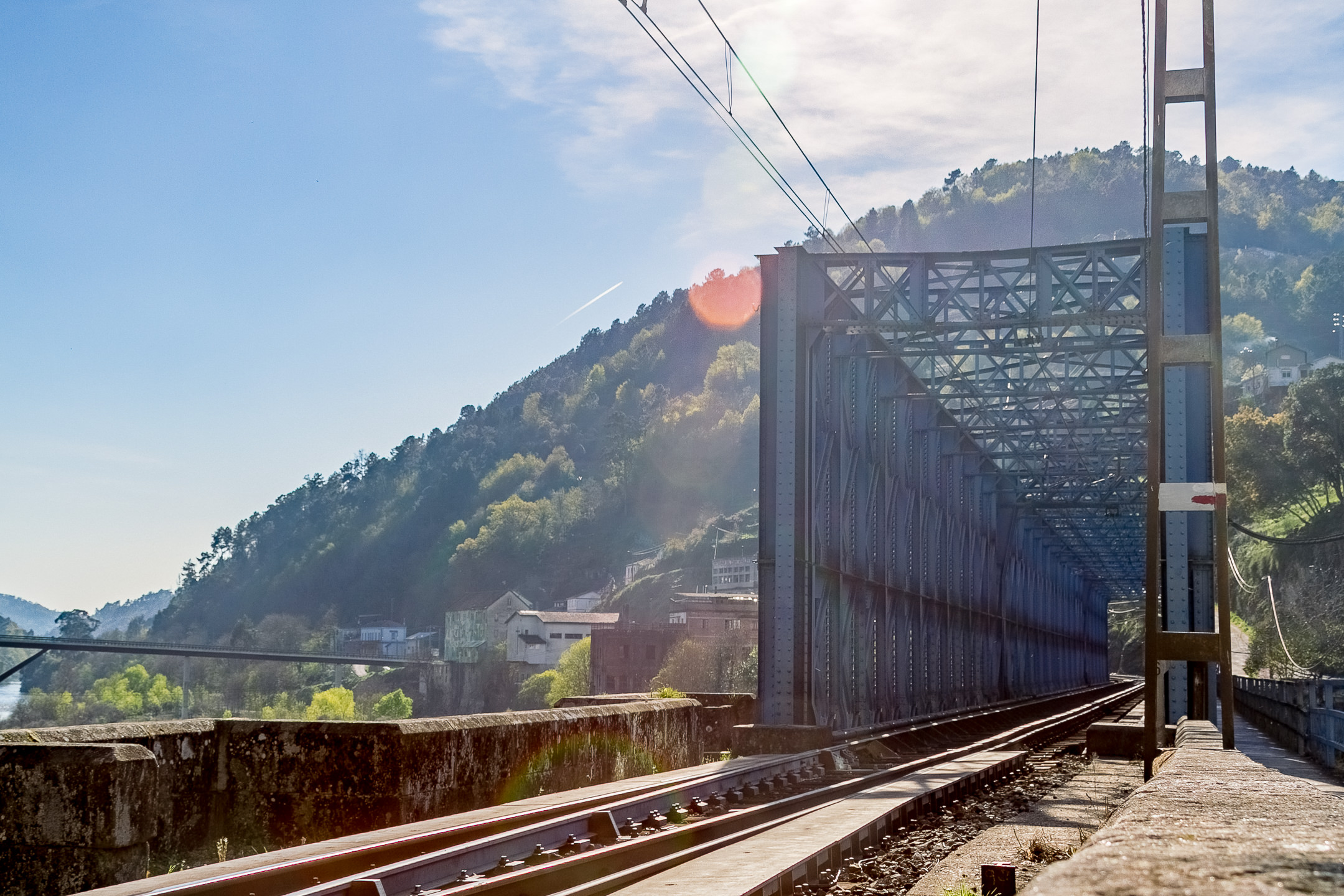
Ponte de FFCC dos Peares
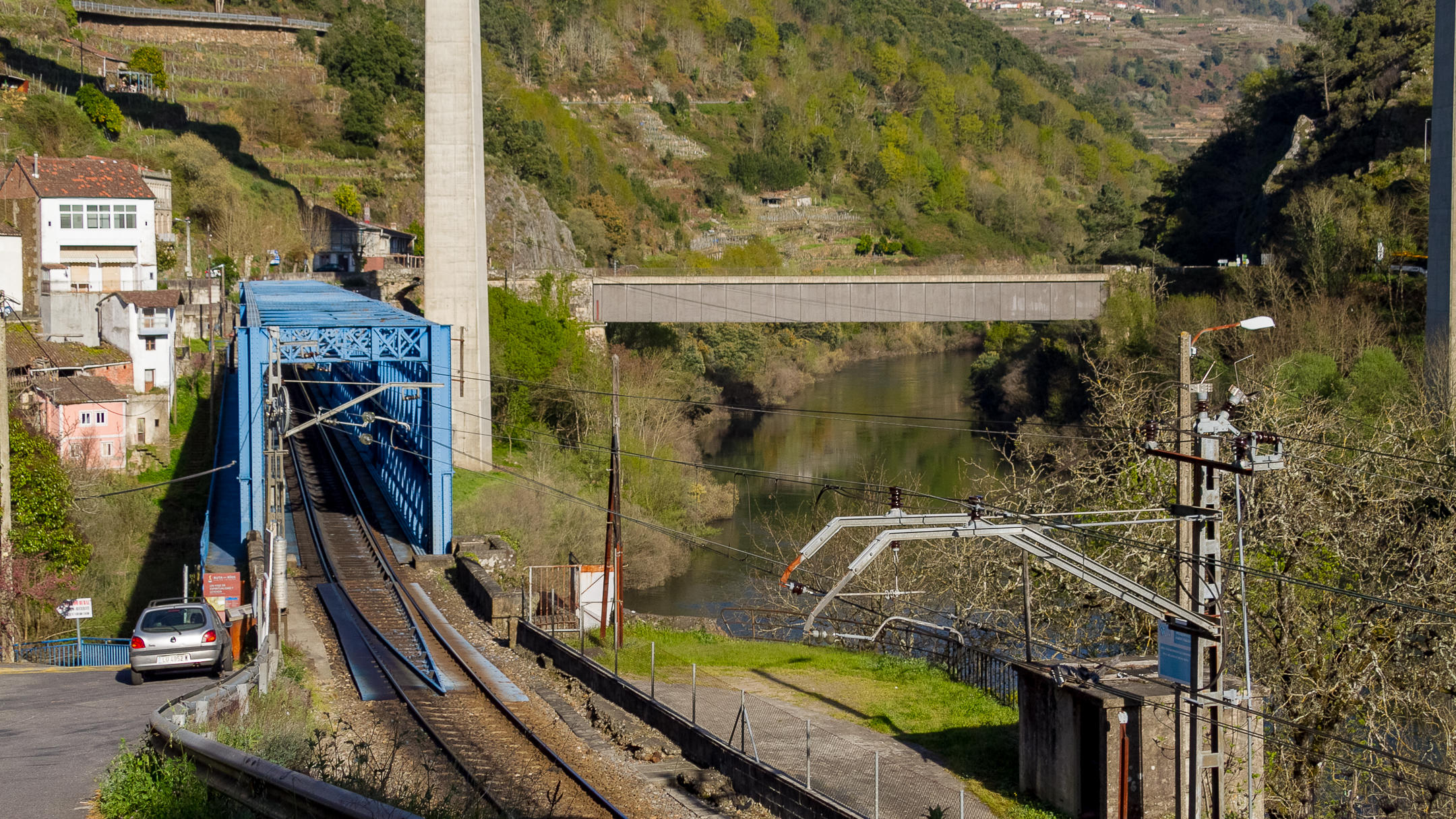
Ponte de FFCC dos Peares
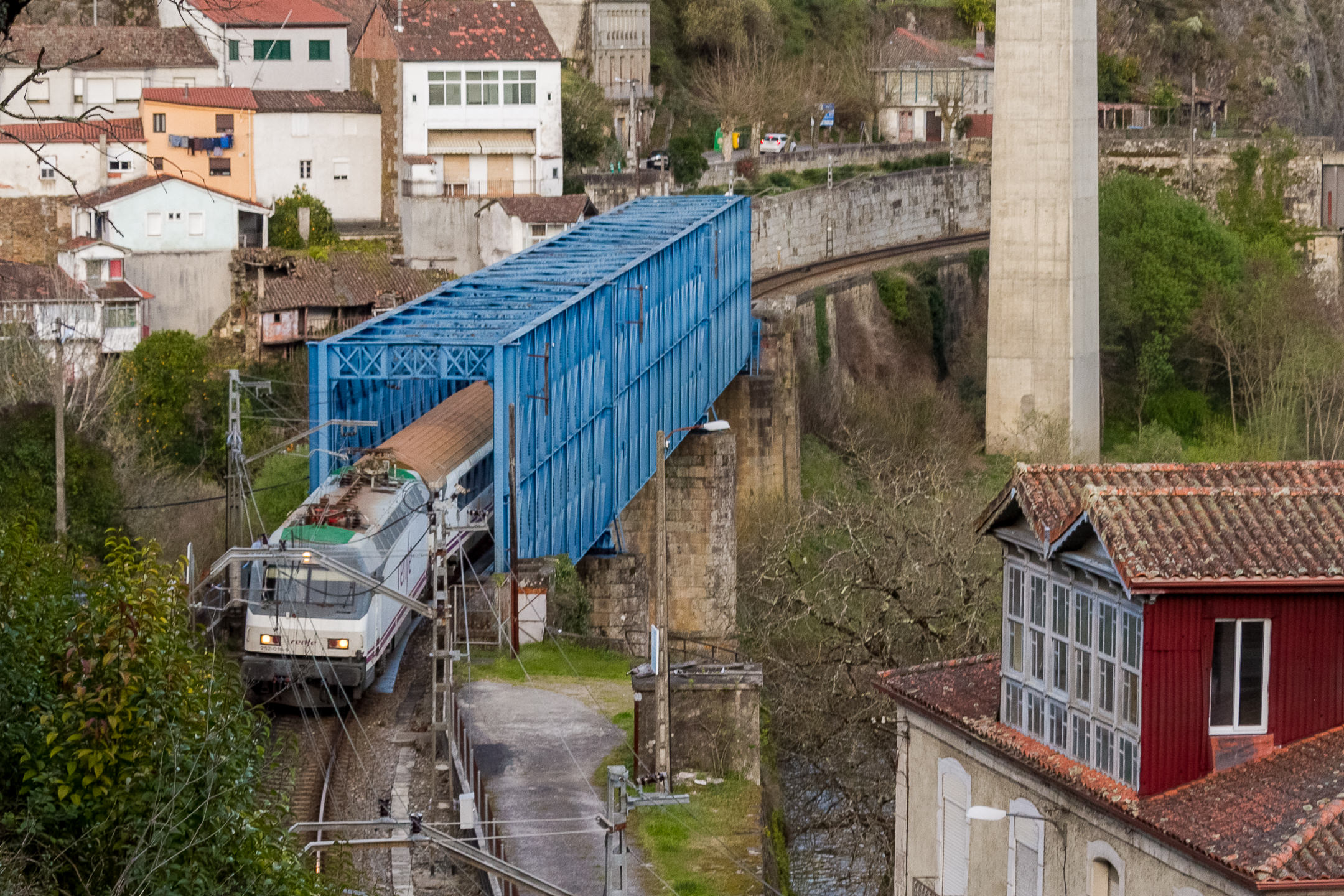
Expresso Irun - Vigo nos Peares
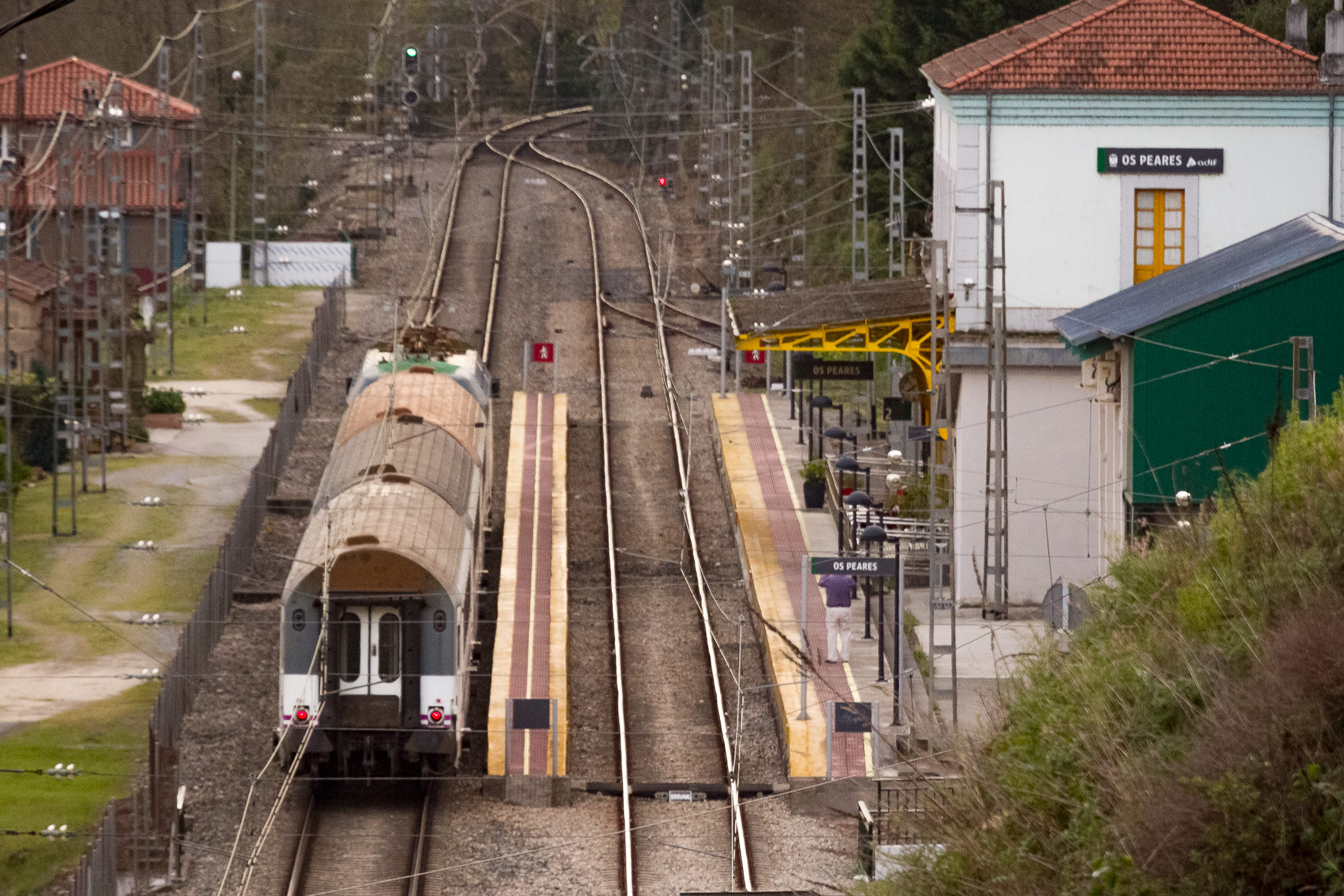
Expresso Irun - Vigo passando Os Peares